# 萊特納集團
萊特納集團是一家在意大利和全球其他地方生产和分销用的索道、除雪器、城市交通系统和风能的产品和设备的公司。该公司成立于1888年，并于2003年被公认是莱特纳集团（Leitner Group）和后来的HTI集团（HTI Group）所拥有。该公司还提供备件，维修和测试。 
1. ↑  . www.bloomberg.com.   [2018-01-14]. （原始内容存档于2018-01-15）.